# Nagylak
Nagylak là một thị trấn thuộc hạt Csongrád, Hungary. Thị trấn này có diện tích 4,7 km², dân số năm 2010 là 478 người, mật độ 102 người/km².